# Грем Вірнкомб
Грем Вірнкомб (англ. Graham Vearncombe, нар. 28 березня 1934, Кардіфф — пом. 30 листопада 1992) — валлійський футболіст, що грав на позиції воротаря. Виступав, зокрема, за клуб «Кардіфф Сіті», а також національну збірну Уельсу.

## Клубна кар'єра
У дорослому футболі дебютував 1952 року виступами за команду клубу «Кардіфф Сіті», в якій провів дванадцять сезонів, взявши участь у 207 матчах чемпіонату. 
Завершив професійну ігрову кар'єру у клубі «Мертір-Тідвіл», за команду якого виступав протягом 1964—1965 років.
Помер 30 листопада 1992 року на 59-му році життя.

## Виступи за збірну
1957 року дебютував в офіційних матчах у складі національної збірної Уельсу. Протягом кар'єри у національній команді, яка тривала 4 роки, провів у формі головної команди країни лише 2 матчі, пропустивши 3 голи.
У складі збірної був учасником чемпіонату світу 1958 року у Швеції, де разом з партнером по клубу Кеном Джонсом був запасним голкіпером, дублером беззаперечного основного воротаря валлійців Джека Келсі.